# Fred Holland Day
F. Holland Day (8 de julio de 1864-12 de noviembre de 1933) fue un fotógrafo y editor estadounidense.
Nació en Norwood que en aquella época pertenecía a Dedham y situada a poca distancia de Boston. Fue hijo único del matrimonio formado por Lewis Day y Anna Smith, ambos provenientes de ricas familias que hicieron su fortuna con la ﬂoreciente industria del curtido en el siglo XIX. Su familia pertenecía a una clase social acomodada y fue educado en el colegio privado Chauncey School de Boston. En sus años de estudiante estuvo interesado en literatura y poesía, especialmente en Keats, no empezando a practicar la fotografía hasta 1887.  Ya desde muy joven comenzó a demostrar gran interés por el arte, la literatura y la poesía. Su gran ídolo fue el poeta del romanticismo británico John Keats, que ejerció una evidente inﬂuencia en su posterior obra, sobre todo en aquellas inspiradas en la mitología griega sobre la que Keats escribió sus mejores poemas: "Oda a Psique", "Oda a una urna griega" y "Oda a un ruiseñor", piezas clásicas de la literatura inglesa. Su idolatría por el poeta fue tal que otra de sus actividades a lo largo de los años fue dedicarse a coleccionar todo tipo de objetos relacionados con él y ﬁnanciar una escultura del autor.
Era primo lejano de Alvin Langdon Coburn y desde 1898 le enseñó las técnicas fotográficas. También estuvo en contacto con Stieglitz aunque nunca llegó a formar parte del grupo de la Photo-Secession. Sin embargo perteneció a The Linked Ring y fue el organizador de la exposición sobre «La nueva escuela de la fotografía norteamericana» que se realizó en 1900 en la Royal Photographic Society y en 1901 en el Photo-Club de París. En esta exposición se podía contemplar además de su obra la de Gertrude Käsebier, Clarence H. White, Edward Steichen, Frank Eugene y Coburn, por lo que se trataba de una exposición regida por los principios pictorialistas.
En sus planteamientos se consideraba más próximo a la pintura que a la fotografía como medio artístico y algunas de sus fotos eran escenificaciones de temas pictóricos, una de ellas fue la que representaba la Pasión de Jesucristo en la que él mismo actuaba como Jesús y que se realizó en 1898 a las afueras de Boston siendo motivo de escándalo para la crítica. Otro tema de sus fotografías fueron los desnudos masculinos. Su técnica utilizaba los efectos pictorialistas para imitar las obras pictóricas por lo que en bastantes ocasiones producía desenfoques, utilizaba lentes inadecuadas o bien enfatizaba el efecto de halo, con relación los procedimientos empleaba la goma bicromatada y la platinotipia que era su preferida.
Como editor publicó dos revistas literarias, The Mahogany Tree en 1892 y The Knight Errant entre 1892 y 1893 y ese año fundó la editorial Copeland & Day junto a Herbert Copeland que llegó a editar casi cien libros en sus seis años de existencia.
Gran parte de su obra desapareció en un incendio de su estudio en 1904 y solo quedaron poco más de cien obras de más de dos mil, con estas Frederick H. Evans organizó una exposición en la Royal Photographic Society en 1930. En 1917 sufrió un accidente de caballo que le mantuvo postrado en su cama hasta su muerte.